# 菅原神社 (柳井市)
菅原神社（すがわらじんじゃ）または柳井天満宮（やないてんまんぐう）は、山口県柳井市天神5-24にある神社（天満宮）。祭神は菅原道真であり、山口県における三大天神のひとつとされる。新市通りに面している。

## 祭神
- 菅原道真

## 歴史
1689年（元禄2年）、柳井の豪商だった貞末宗故は岩国藩主吉川氏の命で大阪天満宮に参拝し、持ち帰った天神像を1697年（元禄10年）に祀って天神社とした。その後普慶寺の末坊となっていたが、1868年（明治元年）の神仏分離令によって菅原神社に改称した。
1916年（大正5年）には境内地が拡張され、新市通りに面して神門が建てられた。この際には新市通り沿いにあった鳥居が境内東側に移設されている。その後、岡の上公園へ遷宮する計画もあったが、1976年（昭和51年）には現在地で改修され、神門などが赤く塗られた。

## 祭礼
毎年4月25日の前の日曜に柳井天神春まつりが開催され、大行司・小行司らによる大名行列が柳井市街地を練り歩く。

## 境内
- 本殿
- 拝殿
- 神門

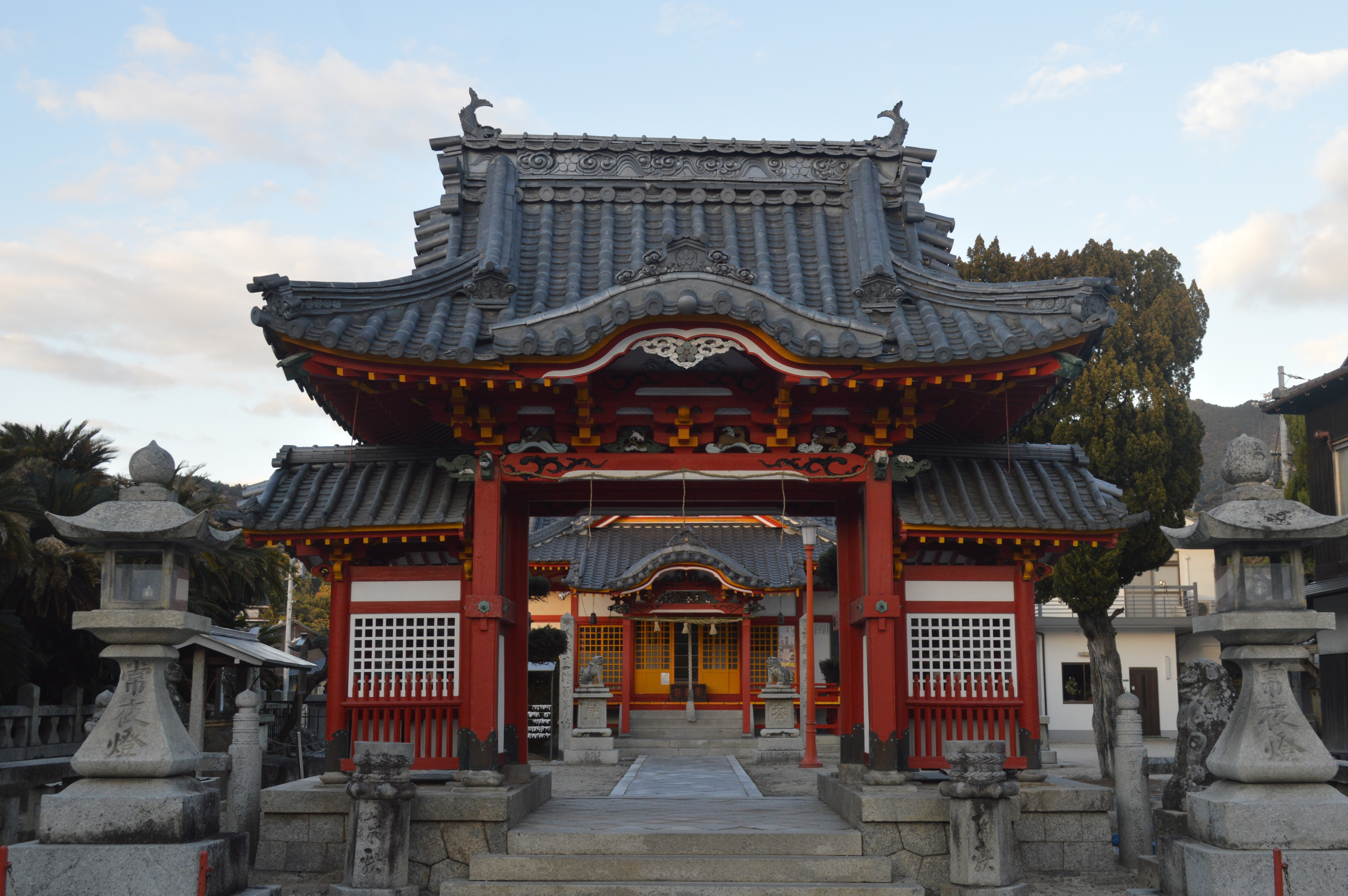
神門

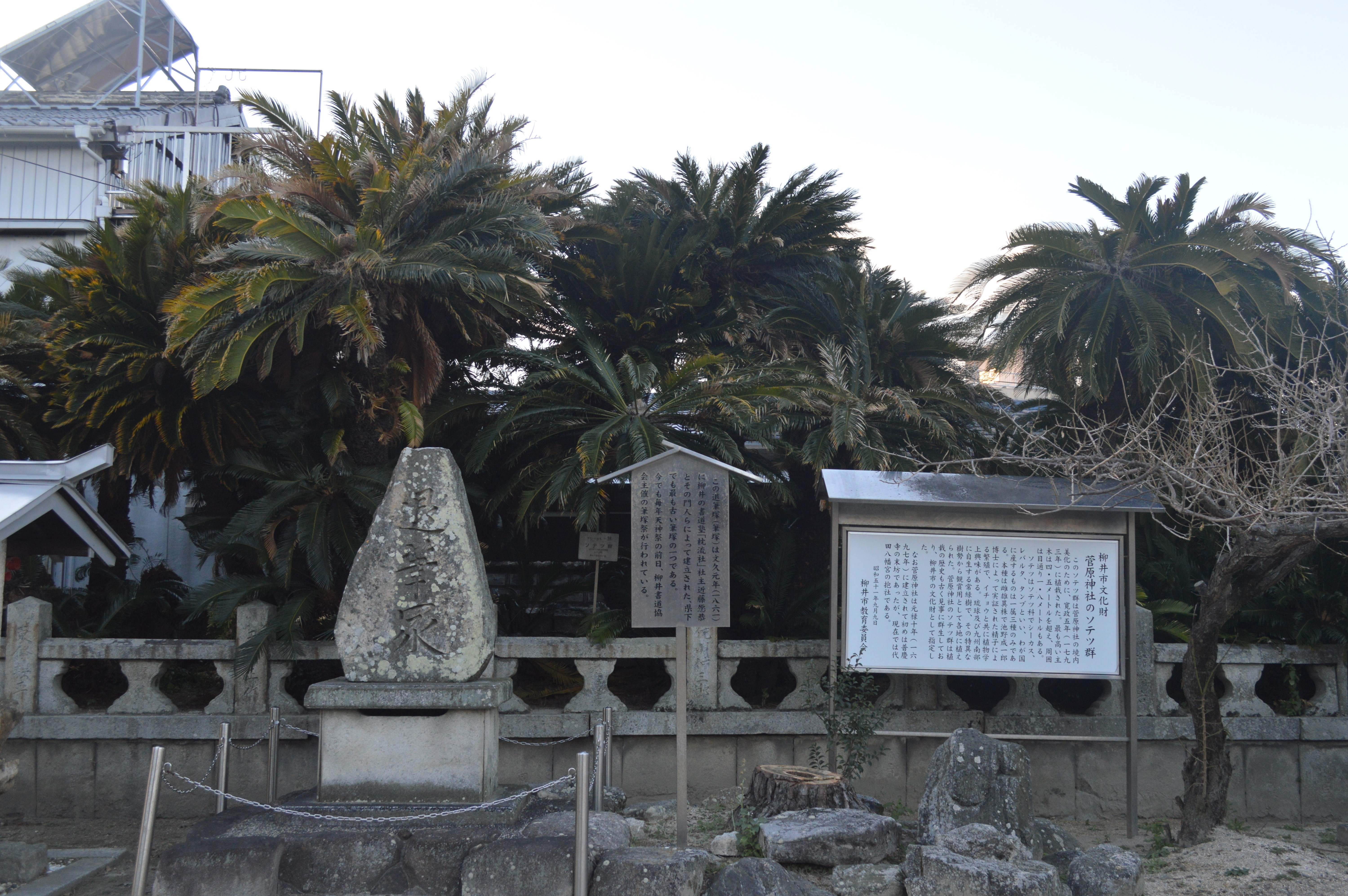
「菅原神社のソテツ群」

- 鳥居 - 境内東側にある鳥居。享保13年（1728年）建立[1]。
- 手水舎
- 神馬像
- 神牛像
- 社務所
- 神庫
- 集会所
- 「菅原神社のソテツ群」 - 寛政5年（1793年）に社殿を改築した際に植えられたとされる[1]。柳井市天然記念物。
- 松尾芭蕉句碑「柳の塚」
- 野口雨情詩碑
- 桃水の句碑
- 退筆塚 - 文久元年（1861年）に建立された石碑[1]。

## 現地情報

### 所在地
- 742-0005 山口県柳井市天神5-24

### 交通アクセス
- JR山陽本線柳井駅から徒歩